# Ralph Towner

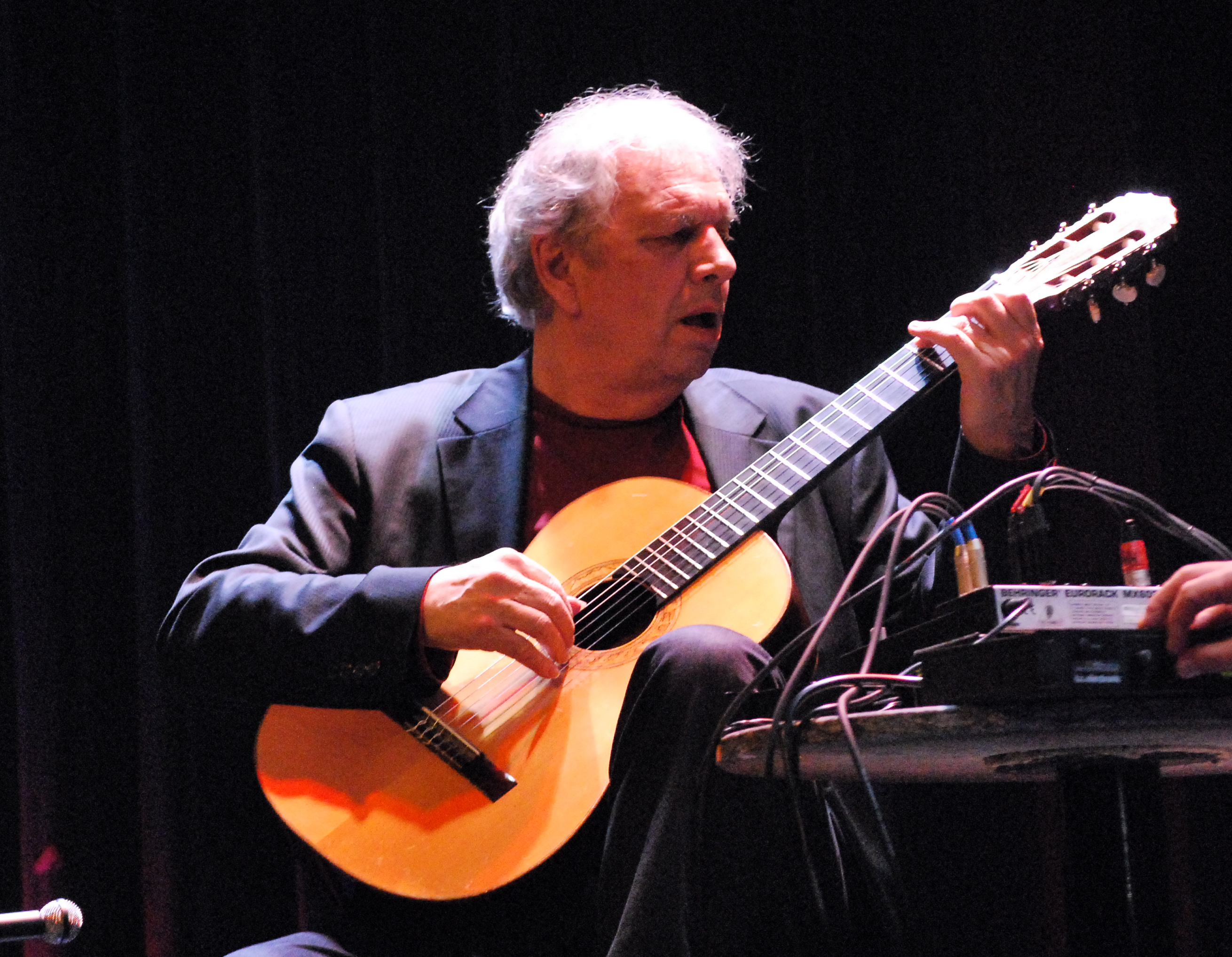
Ralph Towner

Ralph Towner nació el 1 de marzo de 1940 en Chehalis, Washington. Es un músico estadounidense cofundador de Oregon, uno de los más innovadores y creativos grupos de jazz de todos los tiempos. Aunque su formación inicial fue en el estudio de la trompa, es reconocido principalmente como guitarrista. También toca el piano. Ha participado en numerosas grabaciones, en especial acompañando a destacados músicos de la órbita del sello ECM.

## Años formativos
Nacido en 1940 en Chehalis, una pequeña ciudad situada unos 50 kilómetros al sur de Olimpia capital del Estado de Washington, a los 5 años de edad Towner se mudó con su familia al estado de Oregon donde creció.
Su madre era maestra de piano, su padre tocaba la trompeta y otros miembros de la familia tocaban bien uno o varios instrumentos. Ralph y sus hermanos se desarrollaron en un ambiente intelectual y musical. Cuando tenía 4 años improvisaba en el piano escuchando grabaciones de la época. Su educación formal en la música empezó como trompetista, tocando con bandas de Dixieland, polka y swing a la edad de 7 años, convirtiéndose en el músico más joven que hubiera tenido la banda de la ciudad de Bend, Oregón. En 1958 empezó sus estudios en la “Oregón University” graduándose en 1963.
Después viajó a Viena para estudiar guitarra, instrumento que descubrió en el último año de carrera. En la capital austriaca estudió con el maestro Karl Scheit, renombrado guitarrista, laudista y educador, quien independientemente unió esfuerzos a los de Andrés Segovia para llevar la guitarra a las salas de concierto y elevar su estatus a instrumento solista y no solo de acompañamiento. 
Retornó a la universidad de Oregón para estudiar composición bajo la dirección del maestro Homer Keller, regresando después a Europa para un segundo año de estudios guitarrísticos con el maestro Scheit. Vuelve a EE. UU., estableciéndose en 1968 en Nueva York para continuar su carrera como guitarrista, pianista y compositor.

## Con el Winter Consort
En sus años universitarios Towner había hecho amistad con Glen Moore, haciendo varios experimentos musicales. Se reencuentran viviendo en Nueva York. Moore estudio contrabajo en Copenhague y toco al lado de luminarias como Ben Webster y Dexter Gordon. En 1969 ya inmersos en el ambiente jazzístico de Nueva York participan acompañando al cantante Tim Hardin en el legendario festival de Woodstok y conocen a Collin Walcott, etnomusicólogo que había estudiado sitar y tabla ni más ni menos que con Ravi Shankar y Ala Rakha. Con él se unen en 1970 al pionero de la World Music Paul Winter, saxofonista que en 1967 creó un grupo de verdadera originalidad y vanguardia Paul Winter Consort; ahí se encuentran con David Darling, chelista, y Paul McCandles, oboísta. De esta coalición de talentos surgen dos obras memorables, los LP “Icarus” y “Road”; además de una larga serie de presentaciones en vivo, una de las cuales grabada en el “Whisky a Go Go” de Hollywood, quedó plasmada precisamente en el disco “Road”. La iconográfica “Icarus” quedó inmortalizada en ambos discos una en estudio, la otra en vivo, y de la misma época son “Chehalis and Other Voices”, “The Silence of a Candle”, poema de Towner musicalizado por él mismo, “Juniper Bear”, Sunwheel, entre otras.

## Con el grupo Oregon
En 1960 se siembra la semilla del que diez años después sería el combo de jazz más imaginativo de su tiempo y heraldo de las llamadas “New Age” y “World Music”: OREGON. En aquel entonces, todavía en la universidad, Ralph Towner y Glen Moore coincidieron para hacer música en el piano y el contrabajo, influidos por Bill Evans y Scott LaFaro, y el Bossa Nova la nueva música brasileña. Posteriormente, al salir de la escuela, la necesidad de ampliar su universo musical los lleva a buscar en Europa nuevas horizontes. Moore se va a Dinamarca, y Towner viaja a Austria, por algún tiempo cada uno sigue su propio camino.
Mientras tanto, Paul McCandless y Collin Walcott, estudiaban música siguiendo sus respectivos derroteros, Walcott en la Universidad de Indiana, famosísima en la carrera musical, McCandles en la no menos famosa Manhatan School of Music, de Nueva York. Eventualmente se encontrarían en el “Consort”.
Después de experimentar la improvisación conjunta en la agrupación de Paul Winter, McCandless, Wallcot, Towner y Moore, empiezan a indagar, a manejar ideas alternativas para crear nuevas posibilidades creativas, y deciden formar un cuarteto de música ecléctica, o música de otra era presente. Se ubican en Los Ángeles para grabar, con el resultado de que no hay un sello grande que compre el material, quedando enlatado por dos lustros, esto fue en 1970. 
Quizás ese traspiés hubiese desbandado a otro grupo, pero en 1971 sin perder ánimos se presentan en Nueva York con el nombre de “Thyme” agregando la frase “Music of Another Present Era” alusión que cumplía el propósito de responder a: ¿”Qué clase de música tocan ustedes”? Más tarde McCandless sugeriría el nombre de Oregón, por las reminiscencias que traía su estado a Ralph y Glen. Al año siguiente, Oregón firma con el sello “Vanguard” y se edita el primer acetato titulado “Music of Another Present Era”. A partir de ahí Oregón se afianza, reconocido y aclamado más en Europa que en su propio país. Es en Alemania donde en un desafortunado accidente muere Collin Walcott. Se veía difícil solventar musicalmente su pérdida; sin embargo, Trilok Gurtu,  percusionista, se unió por un tiempo al grupo, hasta que en 1997 el baterista Mark Walker subsano de forma permanente la ausencia de Walcot, aunque sin el sitar el talento del joven percusionista satisfizo las expectativas del grupo.

## Otros trabajos y colaboraciones
Como otros miembros del grupo Oregón, ha trabajado extensamente como solista, aglutinando diversos músicos, y aceptando invitaciones para tocar con otros. Destacan sus colaboraciones con Larry Coryell, Keith Jarrett, Egberto Gismonti, Marc Johnson , Jan Garbarek, Eberhard Weber, John Abercrombie, Gary Burton, Gary Peacock, etcétera. También ha compuesto música para películas y documentales.

## Towner y Manfred Eicher
La relación entre Towner y el productor y fundador del mítico sello ECM, Manfred Eicher comenzó en 1972 y sería de lo más fructifera para ambos, grabando destacados discos en la historia del jazz.

## Grabaciones como líder
- Tríos / Solos (1972) — colíder con Glen Moore
- Diary (1974)
- Matchbook (1975) - colíder con Gary Burton
- Solstice (1975)
- Sargasso Sea (1976) — colíder con John Abercrombie
- Solstice - Sun and Shadows (1977)
- Batik (1978)
- Old friends, new friends (1979)
- Solo Concert (1979)
- Five years later - colíder con John Abercrombie [out of print]
- Blue Sun (1983)
- Slide show (1986) - colíder con Gary Burton
- City of eyes (1989)
- Open letter (1992)
- Oracle (1994) - con Gary Peacock
- Lost and found (1996)
- Ana (1997)
- A closer view - con Gary Peacock
- Anthem (2001)
- Time Line (2006)
- From a Dream (2008) - con Slava Grigoryan y Wolfgang Muthspiel
- Chiaroscuro (2009) - con Paolo Fresu
- My Foolish Heart (2017)

## Obras para guitarra
- Improvisation and Performance Techniques for Classical and Acoustic Guitar (1982)
- Solo Guitar Works, vol. 1 (2002), ISBN 0-9717278-0-5
- Solo Guitar Works, vol. 2 (2006), GSP 01-910034

### Para escuchar su música
- Ralph Towner on NPR, 2006

- Datos: Q532053
- Multimedia: Ralph Towner / Q532053